# 상아질

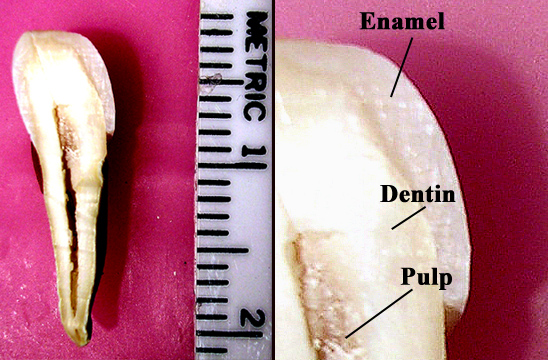
가운데의 Dentin로 되어 있는 부분이 상아질이다.

상아질(象牙質, dentin)은 법랑질, 백악질, 치수와 함께 치아를 이루는 4가지 주요 조직 중 하나이다. 치질(齒質)이라고도 하며, 치관부에서는 법랑질, 치근부에서는 시멘트질로 덮여 있기 때문에 육안으로 확인할 수 없다. 다만 노화 과정에서 에나멜질이 마모되어 드러나는 경우가 있다. 다른 주요 조직들로는 법랑질, 시멘트질, 치수가 있다.
상아질은 부피 기준으로 45%가 무기질 하이드록시아파타이트, 33%가 유기 물질, 22%가 물로 구성되어 있다. 황색을 띠며, 반투명한 법랑질이 얇아짐에 따라 치아가 누렇게 보이게 하는 원인이 된다. 상아질은 법랑질보다 무기질 함량이 낮고 부서지는 성질이 적어 법랑질을 지탱하는 역할을 한다. 상아질의 경도는 모스 굳기계에서 약 3 정도이다.
상아질은 법랑질과 두 가지 주요한 차이점이 있다. 첫째, 상아질은 평생 동안 계속 형성된다. 둘째, 상아질은 감각을 느낄 수 있으며:125, 특히 법랑질이 퇴축하여 상아질의 미세한 관들이 노출될 경우 온도 변화에 매우 민감하게 반응하여 이빨이 시려운 원인이 된다. 이러한 감각 기능은 치아 내의 상아모세포(odontoblasts)에 의해 수행된다.

## 기능
화학성분은 무기질 75%, 유기질 20%, 물 5%이다. 무기질에는 칼슘 27%, 인 13%, 이산화탄소 3.3% 등으로 이루어져 있으며 유기질에는 단백질 18.2%와 미량의 시트르산, 젖산, 헥소사민 등이 포함되어 있다. 무기질의 기본구조는 히드록시아파타이드이지만 30~35%의 무정형의 인산칼슘을 포함한다. 인의 대사회전은 장골(長骨)의 약 1/6, 에나멜질의 15~20배이다. 유기질의 극성분은 교원질(건조중량의 18%)이고, 그 아미노산 조성은 골과 유사하다.

## 구조
상아질은 일종의 골조직으로 분류된다. 하지만 상아질은 다른 뼈와 다르게 상아질을 만드는 세포의 본체가 치수 속에 존재하며, 세포의 돌기 끝만 상아질 속으로 뻗어나와 존재한다는 점이 특이하다.

### 미세구조와 균열 전파
상아질 발생 과정에서 상아모세포는 법랑-상아 경계(DEJ)에서 치수의 외부 경계로 물러나며, 세포질 돌기가 포함된 미세소관을 남기고 그 자리에 관간상아질(intertubular dentin, ITD)을 침착시킨다. ITD는 상아질의 대부분을 차지하며, 뼈와 유사하게 판형 하이드록시아파타이트 나노입자가 콜라겐 섬유를 감싸는 형태의 기질 복합체(matrix composite)로 구성되어 있다. 무기화된 콜라겐 섬유는 상아질 미세소관의 방향과 수직으로 정렬된 층을 이루고 있다. 미세소관 내부는 관주상아질(peritubular dentin, PTD)로 둘러싸여 있으며, PTD는 두께 1~2 μm의 하이드록시아파타이트 판형 입자로 구성되어 있으나 특정한 배열 방향이 없으며, 이를 지탱하는 콜라겐 섬유도 존재하지 않는다.
ITD 내부의 하이드록시아파타이트 판형 입자는 콜라겐 섬유와의 강한 상호작용으로 인해 결정학적 c축을 따라 압축된 상태이다. 콜라겐 섬유와 평행하게 배열된 하이드록시아파타이트 판형 입자는 약 90 MPa의 높은 압축 응력을 받으며, 균열이 형성되려면 먼저 이러한 잔류 압축 응력을 극복할 수 있는 인장 응력이 작용해야 한다. 일반적인 저작 과정에서 발생하는 응력은 40 MPa를 초과하지 않으므로, ITD는 정상적인 사용 중 균열 형성을 방지하며, 균열을 상아질 소관 방향과 수직으로 유도하여 치수로의 전파를 막는 역할을 한다.
그러나 상아질에 비탄성 변형이 발생하는 경우도 있는데, 대부분 미세균열의 형태로 발생한다. 상아질 내 균열은 ITD 층의 계면을 따라 우선적으로 전파된다. PTD의 경우, 하이드록시아파타이트 판형 입자가 특정한 방향으로 배열되지 않아 상대적으로 낮은 잔류 압축 응력을 받으며, 이로 인해 미세소관이 균열 발생 부위로 작용하게 된다. 이는 압축 시 미세소관에서 십자형 전단 균열(shear microcracks)이, 인장 시 원형 균열이 형성되는 것으로 나타난다. 큰 균열의 선단은 응력 집중을 일으켜 미세소관 주변에 새로운 미세균열이 형성되도록 유도하며, 이 과정에서 에너지가 소모되어 추가적인 손상을 억제한다. 또한, 미세균열이 더 큰 균열과 완전히 연결되지 않는 경우, '미균열 결합부'가 형성되어 큰 균열의 전파를 저지하는 역할을 한다.
이에 비해 법랑질은 동일한 파괴 저항성을 나타내지 않으며, 법랑-상아 경계를 넘어 전파되는 균열은 일반적으로 약 10 μm 이내에서 멈춘다. ITD의 잔류 응력과 무기화된 콜라겐 섬유의 수직 정렬은 상아질 소관 방향을 따라 균열 인성(fracture toughness)과 피로 한계(fatigue endurance limit)를 크게 향상시키는 요인으로 작용한다.

## 같이 보기
- 이의 발생
- 법랑질
- 시멘트질

### 참고 문헌
- 생명과학대사전, 초판 2008, 개정판 2014, 도서출판 여초